# مشهد حديقة راوندهاي
مشهد حديقة راوندهاي (بالإنجليزية: Roundhay Garden Scene) هو أول فيلم صُور على الإطلاق،  وذلك في 14 أكتوبر 1888، وبلغت مدته ثانيتان فقط، وقد قام المتحف الوطني للسينما والتصوير والتلفزيون في برادفورد بالمملكة المتحدة بإصدار نسخة منقحة من الفيلم، بلغت مدته ثانيتان و11 جزء من الثانية وذلك بسبب اختلاف معيار السينما الحديث عن القديم.
الفيلم من إخراج وتصوير لويس لي برنس وهو مهندس وكيميائي فرنسي، قام بتصوير الفيلم في منزل بطلي الفيلم جوزيف ويتلي وسارة ويتلي في راوندهاي بأحد ضواحي ليدز غرب يوركشاير بالمملكة المُتحدة.
الفيلم صامت وهو عبارة عن مشهد لأبطال الفيلم وهم : أدولف لي برنس جوزيف ويتلي وسارة ويتلي وهارييت هارتلي وهم يسيرون خلف بعضهم في حديقة،

## الفيلم
صور الفيلم بمعدل 12 إطار/ثانية، وبلغت مدته ثانيتان فقط، وبلغت عدد اللقطات 20 لقطة. وقد قام المتحف الوطني للسينما والتصوير والتلفزيون في برادفورد بالمملكة المتحدة بإصدار نسخة منقحة من الفيلم، بلغت مدته ثانيتان و11 جزء من الثانية وذلك بسبب اختلاف معيار السينما الحديث عن القديم.

## فريق العمل
مخرج الفيلم ومخترع الكاميرا وآلة العرض هو الفرنسي لويس لي برنس وهو مهندس وكيميائي.

## وصلات خارجية
- مشهد حديقة راوندهاي على موقع IMDb (الإنجليزية)
- مشهد حديقة راوندهاي على موقع قاعدة بيانات الأفلام العربية
- مشهد حديقة راوندهاي على موقع ألو سيني (الفرنسية)
- مشهد حديقة راوندهاي على موقع فيلمافينيتي (الإسبانية)
- مشهد حديقة راوندهاي على موقع قاعدة بيانات الفيلم (الإنجليزية)
- مشهد حديقة راوندهاي على موقع ليتربوكسد (الإنجليزية)
- مشهد حديقة راوندهاي على موقع كينوبويسك (الروسية)